# Joanet
Joan López Eló (sinh ngày 1 tháng 3 năm 1999), hay còn được biết đến với cái tên Joanet, là một cầu thủ bóng đá chuyên nghiệp hiện tại đang thi đấu ở vị trí tiền vệ cho câu lạc bộ Inter Club d'Escaldes tại Primera Divisió. Sinh ra và lớn lên ở Tây Ban Nha với có bố là người Tây Ban Nha và mẹ là người Guinea Xích Đạo, anh đại diện cho Đội tuyển bóng đá quốc gia Guinea Xích Đạo.

## Đầu đời
Joanet được sinh ra tại Alcoletge với cha là người Tây Ban Nha và mẹ là người Guinea Xích Đạo.

## Sự nghiệp quốc tế
Joanet được gọi triệu tập lên Đội tuyển bóng đá quốc gia Guinea Xích Đạo vào tháng 11 năm 2019. Anh ra mắt quốc tế vào ngày 28 tháng 3 năm 2021, trong một trận đấu thuộc khuôn khổ Vòng loại Cúp bóng đá châu Phi 2021 gặp Tunisia, kết thúc với tỷ số 2-1 nghiêng về Tunisia.

## Thống kê sự nghiệp

### Quốc tế
Tính đến 28 tháng 3 năm 2023
| Guinea Xích Đạo | Guinea Xích Đạo | Guinea Xích Đạo |
| Năm             | Trận            | Bàn thắng       |
| --------------- | --------------- | --------------- |
| 2021            | 1               | 0               |
| 2022            | 5               | 0               |
| 2023            | 1               | 0               |
| Tổng cộng       | 8               | 0               |